# George Barrington (5e vicomte Barrington)
George Barrington, 5e vicomte Barrington, (16 juillet 1761 - 4 mars 1829) est un pasteur anglican et aristocrate britannique.

## Jeunesse
Barrington est né le 16 juillet 1761. Il est le troisième fils du major général John Barrington, décédé à Paris le 2 avril 1764 et d'Elizabeth Vassal (fille de Florentius Vassall, riche planteur, et de Mary Foster, fille du colonel John Foster de la Jamaïque). Il est le frère de William Barrington, 3e vicomte Barrington, décédé sans descendance, et Richard Barrington, 4e vicomte Barrington, qui est également décédé sans descendance.
Ses grands-parents paternels sont John Barrington (1er vicomte Barrington) et Anne Daines (une fille et cohéritière du député William Daines, maire de Bristol). Son oncle William est chancelier de l'Échiquier et devient le 2e vicomte Barrington. Les autres oncles sont Daines Barrington, avocat, antiquaire et naturaliste ; le contre-amiral Samuel Barrington de la Royal Navy ; et Shute Barrington qui est évêque de Salisbury et évêque de Durham.

## Carrière
Barrington fait ses études à la Westminster School et à la Christ Church d'Oxford, où il est admis en tant que King's Scholar en 1774. Il obtient son diplôme en 1782 avec un baccalauréat ès arts, et à nouveau de Christ Church, en 1785 avec une maîtrise ès arts dans les ordres sacrés.
Il est recteur de Sedgefield dans le comté de Durham, en Angleterre. De 1796 jusqu'à sa mort en mars 1829, il est prébendier de la Cathédrale de Durham.
À la mort de son frère, il devient 5e vicomte Barrington d'Ardglass, comté de Down et 5e baron Barrington de Newcastle, comté de Limerick .

## Vie privée
Le 12 février 1788, George épouse Elizabeth Adair, une fille de Robert Adair et de Caroline Keppel (la deuxième fille de William Keppel (2e comte d'Albemarle)), une descendante de Charles Lennox (1er duc de Richmond). Ensemble, ils ont dix fils et cinq filles, dont :
- William Barrington (6e vicomte Barrington), qui épouse Jane Elizabeth Liddell, dame de la chambre à coucher de la reine Adélaïde de Saxe-Meiningen, la quatrième fille de Thomas Liddell (1er baron Ravensworth) en 1823[3]
- George Barrington (1794-1835), qui épouse Caroline Grey, deuxième fille de Charles Grey (2e comte Grey)[6]
- Samuel Barrington (1796-1815), tué à la bataille des Quatre Bras[3]
- Augustus Barrington (1798-1860), décédé célibataire[3]
- Caroline Elizabeth Barrington (d. 1890), qui épouse le beau-frère de son frère, Thomas Liddell (1800-1856), le deuxième fils de Thomas Liddell (1er baron Ravensworth)[7] et Maria Simpson (fille et cohéritière de John Simpson et Lady Anne Lyon, deuxième fille de Thomas Lyon (8e comte de Strathmore et Kinghorne)) en 1843[8]
- Russell Barrington (1801-1835), qui épouse Marion Lyon, la fille unique de John Lyon de Hetton House, en 1832[3]
- Charlotte Belasyse Barrington (décédée en 1873), qui épouse le révérend Henry Burton, recteur d'Upton Cressett, en 1845[3]
- Lowther John Barrington (1805-1897), qui épouse Catherine Georgiana Pelham, la deuxième fille de Thomas Pelham (2e comte de Chichester)[9] et Mary Osborne (fille aînée Francis Osborne (5e duc de Leeds))[10] en 1837 [3]
- Henry Frederick Francis Adair Barrington (1808-1882), un avocat qui épouse Mary Georgiana Knox, fille du colonel Wright Knox, en 1848[3]
- Frances Barrington (1802-1849), qui épouse, en tant que seconde épouse, William Legge (4e comte de Dartmouth), en 1828[11]
- Georgiana Christina Barrington (d. 1881), qui épouse, en tant que seconde épouse, James Hamilton Lloyd-Anstruther de Hintlesham Hall, en 1847[3].
- Elizabeth Frances Barrington (d. 1886), qui épouse le révérend Thomas Mills, aumônier ordinaire de la reine Victoria et recteur de Stutton, en 1836[3]

Lord Barrington meurt le 4 mars 1829 à Rome. Il est remplacé dans ses titres par son fils aîné, William.